# 施泰嫩 (莱茵兰-普法尔茨州)
施泰嫩（德語：Steinen，發音：[ˈʃtaɪnən] ⓘ）是德国莱茵兰-普法尔茨州韦斯特林山县的市镇，面积4.22平方千米，2023年12月31日人口为233人。